# Розенберг Борис Яковлевич
Борис Яковлевич Розенберг (нар. 9 липня 1962) — колишній радянський спортсмен-настільний тенісист. Шестиразовий чемпіон СРСР.

## Кар'єра гравця
У 1980-х роках Борис Розенберг був найуспішнішим радянським гравцем в настільний теніс у парному розряді — він завоював чотири золоті медалі на чемпіонатах СРСР. У 1984 році Борис виграв чемпіонат СРСР у парному розряді (з Валерієм Шевченком), а в 1985 році захистив титул, цього разу з Андрієм Мазуновим. У 1987 році Розенберг завоював свій єдиний титул чемпіона СРСР в одиночному розряді. Через рік (1988) він знову став радянським чемпіоном у парному розряді (знову з Андрієм Мазуновим). В 1989 році у четверте стає чемпіоном СРСР у парному розряді, цього разу з Ігорем Подносовим. В 1990 році Розенберг здобуває титул чемпіона СРСР у змішаному розряді з одеситкою Ольгою Лапошиною.
У 1991 році Борис Розенберг переїхав до Ізраїлю, грав за клуб Hapoel Rishon та отримав право грати за Ізраїль.
Він проживає в Німеччині з 1991 року. Тут він вже брав участь у Відкритому чемпіонаті Німеччини у 1988 році та зайняв третє місце.  1991 році він приєднався до клубу "TTC Esslingen" , який потім грав у 2-й Бундеслізі.  1992 році отримав серйозні травми в автокатастрофі  після якої добре одужав. Того ж року він перейшов до "TTF Ochsenhausen", 1994 - до "Würzburger Kickers". У 1995 році він повернувся в "TTF Ochsenhausen".  Були і інші клуби: "TTG Netphen" (1997-1999), "TTC Schwalbe Bergneustadt(з 1999 р.) та TTS Esslingen. У сезоні 2015/16 він грав зі своїм молодшим сином Еріком за TTC Lantenbach, а 10 травня 2016 року посів 65 місце в рейтингу німецького настільного тенісу.
Разом зі своїм старшим сином Романом Борис Розенберг також грав за "Makkabi Deutschland eV". З сезону 2018/19 грає за "TTC Lantenbach 1957 e.V."

#### За національні збірні
На чемпіонаті Європи 1984 року Борис представляв СРСР тільки в одиночному розряді. На чемпіонаті Європи 1986 року Розенберг грав за збірну СРСР у командних змаганнях. На чемпіонаті Європи 1988 року у складі збірної СРСР спортсмен завойював бронзову медаль в змаганнях команд (склад команди СРСР: Дмитро Мазунов, Андрій Мазунов, Борис Розенберг, Володимир Дворак, Євген Брайнін), у змішаному розряді (з Валентиною Поповою) він дійшов до 1/4 фіналу. Борис Розенберг брав участь в літніх Олімпійських іграх 1988 року. У парному розряді (з Андрієм Мазуновим) він завершив свій виступ у першому колі змагань.
З 1991 року Борис Розенберг представляє Ізраїль. 

## Кар'єра тренера
Борис Розенберг має А-ліцензію тренера з настільного тенісу. Під його керівництвом молодіжна команда «ТТК Schwalbe Bergneustadt» стала чемпіоном Німеччини у 2007 році. У 2013 році він тренував молодіжну команду «TTF Pannenklöpper Olper». У 2017 році Розенберг тренував «TB-Hückeswagen».